# Aberdeen (Indiana)
Aberdeen es un lugar designado por el censo ubicado en el condado de Porter en el estado estadounidense de Indiana. En el Censo de 2010 tenía una población de 1875 habitantes y una densidad poblacional de 575,93 personas por km².

## Geografía
Aberdeen se encuentra ubicado en las coordenadas 41°26′31″N 87°7′00″O / 41.44194, -87.11667. Según la Oficina del Censo de los Estados Unidos, Aberdeen tiene una superficie total de 3.26 km², de la cual 3.26 km² corresponden a tierra firme y (0%) 0 km² es agua.

## Demografía
Según el censo de 2010, había 1875 personas residiendo en Aberdeen. La densidad de población era de 575,93 hab./km². De los 1875 habitantes, Aberdeen estaba compuesto por el 91.09% blancos, el 3.25% eran afroamericanos, el 0% eran amerindios, el 2.61% eran asiáticos, el 0% eran isleños del Pacífico, el 1.07% eran de otras razas y el 1.97% pertenecían a dos o más razas. Del total de la población el 5.39% eran hispanos o latinos de cualquier raza.